# Юнацька збірна Північних Маріанських островів з футболу (U-17)
Юнацька збірна Північних Маріанських островів з футболу (U-17) — національна футбольна збірна Північних Маріанських островів, що складається із гравців віком до 17 років. Керівництво командою здійснює Футбольна асоціація Північних Маріанських островів.
Головним континентальним турніром для команди є Юнацький кубок Азії, який розігрується серед команд з віковим обмеженням до 16 років, і за право участі у фінальній частині якого маріанська команда почала змгатися з 2014 року. 
Оскільки країна не є членом ФІФА, то навіть вихід на континентальну першість і успішний виступ на ній не дозволить команді отримати путівку на Чемпіонат світу (U-17).